# Орьоль (Шаранта)
Орьо́ль (фр. Oriolles) — коммуна во Франции, находится в регионе Пуату — Шаранта. Департамент — Шаранта. Входит в состав кантона Броссак. Округ коммуны — Коньяк.
Код INSEE коммуны — 16251.
Коммуна расположена приблизительно в 440 км к юго-западу от Парижа, в 145 км южнее Пуатье, в 39 км к юго-западу от Ангулема.

## Население
Население коммуны на 2008 год составляло 247 человек.
| 1962 | 1968 | 1975 | 1982 | 1990 | 1999 | 2008 |
| ---- | ---- | ---- | ---- | ---- | ---- | ---- |
| 283  | 264  | 218  | 222  | 223  | 219  | 247  |

## Экономика
В 2007 году среди 161 человека в трудоспособном возрасте (15—64 лет) 124 были экономически активными, 37 — неактивными (показатель активности — 77,0 %, в 1999 году было 75,0 %). Из 124 активных работали 112 человек (62 мужчины и 50 женщин), безработных было 12 (4 мужчины и 8 женщин). Среди 37 неактивных 4 человека были учениками или студентами, 15 — пенсионерами, 18 были неактивными по другим причинам.